# پائولو ناگامورا

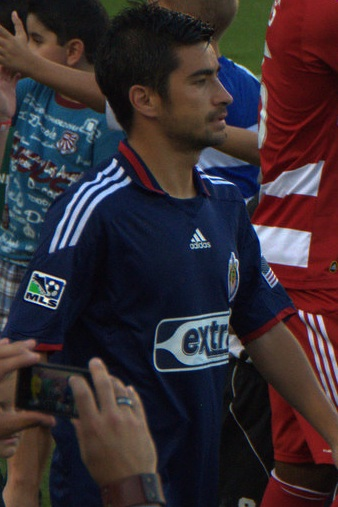

پائولو ناگامورا (Paulo Nagamura) بازیکن فوتبال اهل برزیل است.
او هم‌اکنون بازیکن باشگاه اسپورتینگ کانزاس سیتی است.